# LIGHTNING STRIKES
『LIGHTNING STRIKES -Shadow Of War US Mix-』（ライトニング・ストライクス シャドウズ・オブ・ウォー・ユーエス・ミックス）は、LOUDNESSのリミックス・アルバム。1986年7月25日発売。
発売元はAtco。

## 解説
LOUDNESSが本作の4か月前に発表したアルバム『SHADOWS OF WAR』のUSミックスヴァージョンのアルバム。収録曲順や、数曲の曲名が変更になっている。
当時の世情（米ソ冷戦）などの影響もあり、ダイレクトに「戦争」を題した点も問題視され、アルバムタイトルと表題曲がそれぞれ変更となった。
高崎曰く、変更の背景はメンバー側がミックスダウンに不満があった事を始め、アメリカ側のレーベルが「ボーカルの声が聴こえづらいのでやり直してほしい」等の理由により、ボーカルはほぼ全曲録り直された。その際にマックス・ノーマンが、デジタル録音したのにもかかわらず、アナログに変換してアメリカに持って行くほどの気合の入れようで、レコード会社から「これ以上は出せない」とミックスの途中予算オーバーになってしまった為、マックスが自腹でスタジオを借りて完成させている。山下曰く、ミックス作業だけに4～5ヶ月はかかっているとの事。
なお、本作と同音源のもので、「SHADOWS OF WAR」と同じ型番・曲名・曲順・アルバム名で出されているものが存在するので、注意が必要である。

## 収録曲
1. Let It Go　[4:16]
「SHADOWS OF WAR」にはなかった、コーラスパートが幾つか（「Don't look back～」など）が追加収録されている。
2. Dark Desire　[4:22]
3. 1000 Eyes　[4:38]
「SHADOWS OF WAR」では「One Thousand Eyes」。
4. Face To Face　[3:52]
5. Who Knows　[4:06]
「SHADOWS OF WAR」では「Time To Take A Stand」という副題がついていた。
6. Ashes In The Sky　[6:05]
「SHADOWS OF WAR」では「Shadows Of War」。
7. Black Star Oblivion　[3:57]
「SHADOWS OF WAR」では録音していたものの、ミックスの際のミスで抜け落ちていた掛け合いのギターソロが収録された。ギターソロでは、左右に音が振り分けている。
8. Street Life Dream　[4:32]
「SHADOWS OF WAR」では「Streetlife Dreams」。
9. Complication　[4:01]
「SHADOWS OF WAR」にはなかった、サビでのコーラスパートが追加されている。

## クレジット
- Director： Sam Nagashima
- Management： Danny O'Donovan
- Supervisor： George Azuma
- Engeneer： Bill Freesh
- Assinstant Engeneer： Masashi Gotoh
- Mastering： Stephen Innocenzi, Bob Ludwig
- Guitar Technician： Yutaka Abe
- Art Direction, Desige： Jeff Wilkinson
- Cover Photo, Photography： Jon Furley
- Photography： Hiro Ito, Hiroyuki Yoshihama

## 関連作品
- SHADOWS OF WAR